# سنن (كورنوال)
سنن (بالإنجليزية: Sennen)‏ هي قرية و أبرشية مدنية تقع في المملكة المتحدة في إنجلترا. يقدر عدد سكانها بـ 921 نسمة .

## معرض صور

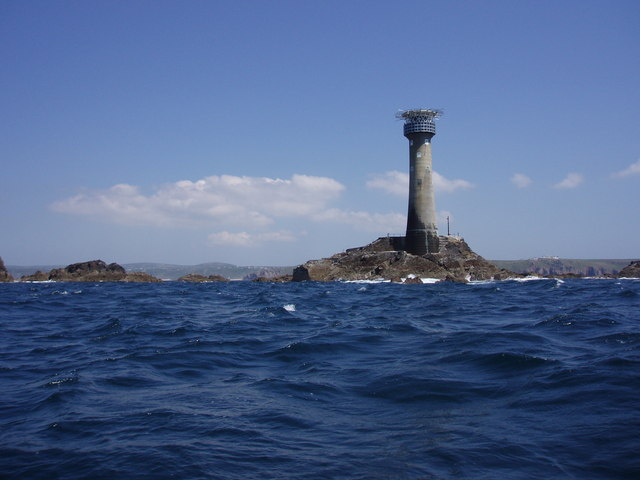
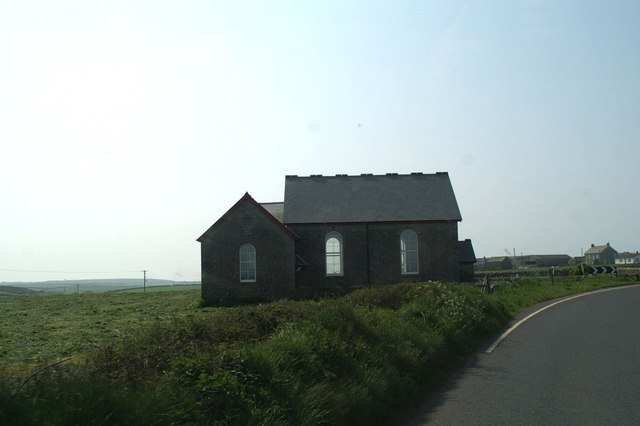
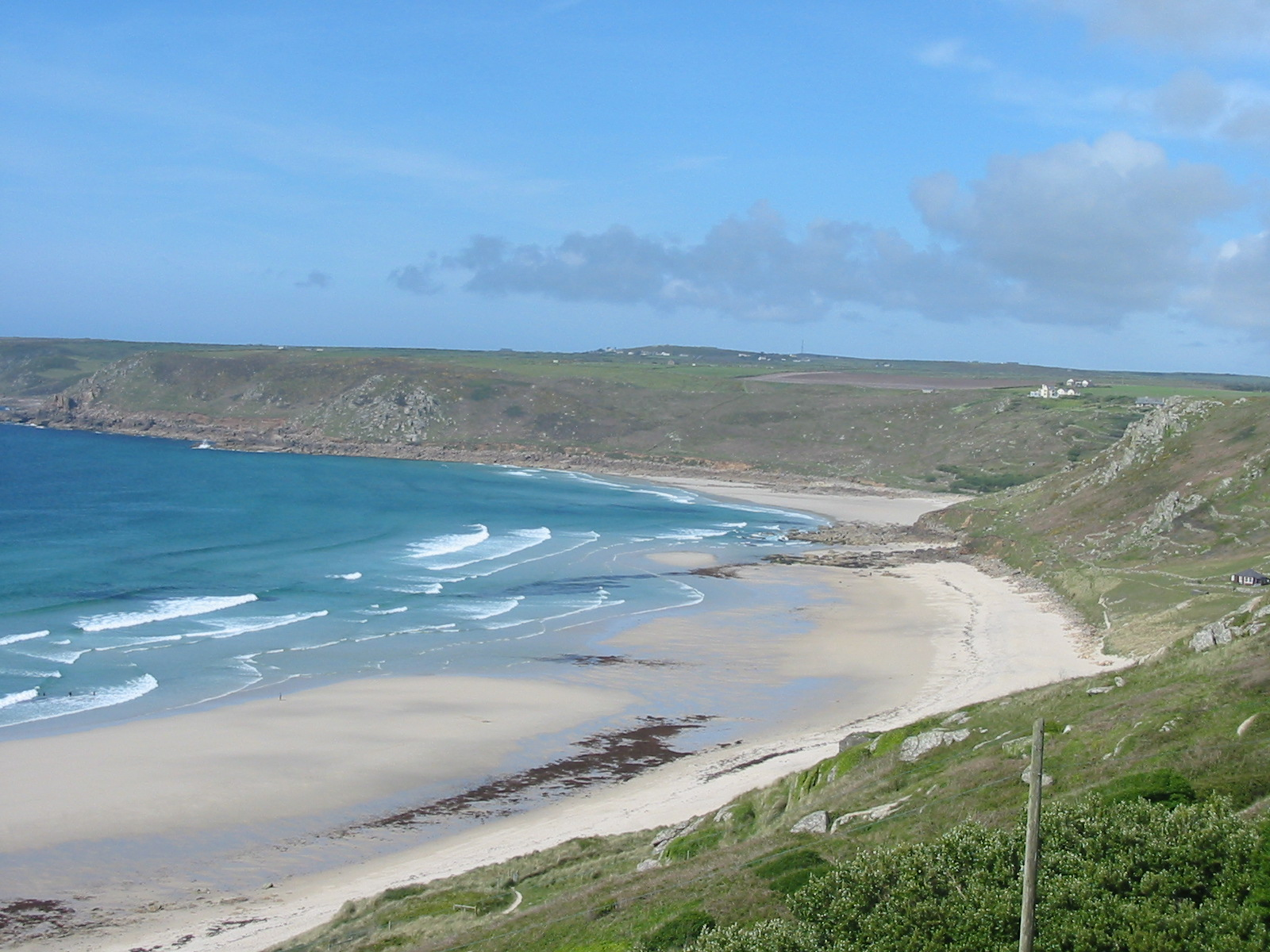